# Kristina Jermola
Kristina Jermola (* 7. Februar 2005) ist eine kasachische Hürdenläuferin, die sich auf die 100-Meter-Distanz spezialisiert hat.

## Sportliche Laufbahn
Erste Erfahrungen bei internationalen Meisterschaften sammelte Kristina Jermola im Jahr 2022, als sie bei den U18-Asienmeisterschaften in Kuwait in 14,55 s den vierten Platz über 100 m Hürden belegte und auch mit der kasachischen Sprintstaffel (1000 Meter) mit 2:18,16 min auf Rang vier gelangte. Im Jahr darauf gewann sie bei den U20-Asienmeisterschaften in Yecheon in 14,57 s die Bronzemedaille über 100 m Hürden und belegte mit der 4-mal-100-Meter-Staffel in 47,49 s den sechsten Platz. 2024 schied sie bei den U20-Asienmeisterschaften in Dubai mit 12,48 s in der Vorrunde im 100-Meter-Lauf aus und belegte im Hürdensprint in 14,43 s den sechsten Platz. Im August schied sie bei den U20-Weltmeisterschaften in Lima mit 14,66 s im Vorlauf über 100 m Hürden aus. Im Jahr darauf schied sie bei den World University Games in Bochum mit 12,53 s in der ersten Runde über 100 Meter aus und wurde im Vorlauf über 100 m Hürden disqualifiziert.
2023 wurde Jermola kasachische Meisterin in der 4-mal-200-Meter-Staffel.

## Persönliche Bestzeiten
- 100 Meter: 12,14 s (+1,1 m/s), 2. Mai 2023 in Almaty
  - 60 Meter: 7,76 s, 23. Januar 2023 in Astana
- 100 m Hürden: 13,99 s (+1,5 m/s), 28. Juni 2024 in Almaty
  - 60 m Hürden (Halle): 8,79 s, 18. Januar 2025 in Astana